# 2016–2017-es holland labdarúgó-bajnokság (első osztály)
Ez a szezon volt az Eredivisie 61. szezonja.
A 2016–2017-es holland labdarúgó-bajnokság első osztálya (hivatalos nevén: Eredivisie 2016/17), ahogy már hosszú ideje, 18 csapat részvételével zajlott le. Ezen szezon 2016. augusztus 5-én rajtolt el és 2017. május 14-én ért véget. A bajnoki címvédő idén is a PSV Eindhoven csapata volt.
A tavalyi szezonból két csapat – a SC Cambuur és a De Graafschap – esett ki és nem szerepel idén az Eredivisie-ben. Helyettük feljutott az Eerste Divisie tavalyi bajnoka, a Sparta Rotterdam és az osztályozókat megnyerve a Go Ahead Eagles.
Az idei bajnokságban a küzdelem a bajnoki címért egészen az utolsó fordulóig tartott. Ez két csapat között zajlott, az AFC Ajax és a Feyenoord között. Végül 18 év után ismét a Feyenoord szerezte meg a bajnoki címet és megszerezték a 15. bajnoki tálat. A szezon összes fordulója után a Feyenoord állt az élen. Ez eddig még csak egyszer fordult elő az Eredivisie történetében. Az 1997/98-as szezonban az Ajax nyerte meg így a bajnokságot.

## Csapatváltozások az előző szezonhoz képest
Íme azon csapatok, amelyek a tavalyi szezon befejeztével kiestek az Eerste Divisiebe illetve onnan feljutottak az Eredivisiebe
Kiestek a másodosztályba
- De Graafschap
- SC Cambuur

Feljutottak az élvonalba
- Sparta Rotterdam
- Go Ahead Eagles

## A bajnokságban részt vevő csapatok
A holland labdarúgó-bajnokság 2016–17-es szezonjának első osztályát is 18 csapat részvételével rendezik meg. Az idei bajnoki szezonban a következő csapatok vesznek részt:
| A csapat neve    | Tartomány     | A csapat székhelye | A csapat stadionja       | Befogadóképesség |
| ---------------- | ------------- | ------------------ | ------------------------ | ---------------- |
| ADO Den Haag     | Dél-Holland   | Hága               | Kyocera Stadion          | 15 000           |
| AFC Ajax         | Észak-Holland | Amszterdam         | Amsterdam ArenA          | 53 502           |
| AZ Alkmaar       | Észak-Holland | Alkmaar            | AFAS Stadion             | 17 150           |
| SBV Excelsior    | Dél-Holland   | Rotterdam          | Stadion Woudestein       | 3 531            |
| Feyenoord        | Dél-Holland   | Rotterdam          | De Kuip                  | 51 577           |
| Go Ahead Eagles  | Overijssel    | Deventer           | De Adelaarshorst         | 10 400           |
| FC Groningen     | Groningen     | Groningen          | Euroborg                 | 22 550           |
| SC Heerenveen    | Frízföld      | Heerenveen         | Abe Lenstra Stadion      | 26 100           |
| Heracles Almelo  | Overijssel    | Almelo             | Polman Stadion           | 12 500           |
| NEC Nijmegen     | Gelderland    | Nijmegen           | Stadion de Goffert       | 12 500           |
| PEC Zwolle       | Overijssel    | Zwolle             | Ijsseldelta Stadion      | 12 500           |
| PSV Eindhoven    | Észak-Brabant | Eindhoven          | Philips Stadion          | 36 500           |
| Roda Kerkrade    | Limburg       | Kerkrade           | Parkstad Limburg Stadion | 19 979           |
| Sparta Rotterdam | Dél-Holland   | Rotterdam          | Het Kasteel              | 11 026           |
| FC Twente        | Overijssel    | Enschede           | De Grolsch Veste         | 30 200           |
| FC Utrecht       | Utrecht       | Utrecht            | Stadion Galgenwaard      | 24 426           |
| Vitesse Arnhem   | Gelderland    | Arnhem             | GelreDome                | 25 000           |
| Willem Tilburg   | Észak-Brabant | Tilburg            | Koning Willem II-stadion | 14 500           |

### Adatok a csapatokról
| Csapat           | Elnök            | Edző                     | Csapatkapitány   | Mez márkája  | Mezszponzor         |
| ---------------- | ---------------- | ------------------------ | ---------------- | ------------ | ------------------- |
| ADO Den Haag     | Wang Hui         | Željko Petrović          | Aaron Meijers    | Erreà        | Basic-Fit Fitness   |
| AFC Ajax         | Hennie Henrichs  | Peter Bosz               | Davy Klaassen    | Adidas       | Ziggo               |
| AZ Alkmaar       | René Neelissen   | John van den Brom        | Ron Vlaar        | Under Armour | AFAS software       |
| SBV Excelsior    | Albert de Jong   | Mitchell van der Gaag    | Ryan Koolwijk    | Quick        | DSW Zorgverzekeraar |
| Feyenoord        | Gerard Hoetmer   | Giovanni van Bronckhorst | Dirk Kuijt       | Adidas       | Opel                |
| Go Ahead Eagles  | Edwin Lugt       | Hans de Koning           | Sander Duits     | Hummel       | Drukwerkdeal.nl     |
| FC Groningen     | Bert Middel      | Ernest Faber             | Sergio Padt      | Robey        | Essent              |
| SC Heerenveen    | Luuc Eisenga     | Jurgen Streppel          | Stijn Schaars    | Jako         | nincs megadva       |
| Heracles Almelo  | Jan Smit         | John Stegeman            | Mike te Wierik   | Acerbis      | Asito               |
| NEC Nijmegen     | Ton van Gaalen   | Peter Hyballa            | Gregor Breinburg | Patrick      | EnergieFlex         |
| PEC Zwolle       | Adriaan Visser   | Ron Jans                 | Bram van Polen   | Robey        | Molecaten           |
| PSV Eindhoven    | Jan Albers       | Phillip Cocu             | Luuk de Jong     | Umbro        | Energiedirect.nl    |
| Roda Kerkrade    | Harm Wiertz      | Yannis Anastasiou        | Tom van Hyfte    | Robey        | KLG Europe          |
| Sparta Rotterdam | Rob Westerhof    | Alex Pastoor             | Michel Breuer    | Robey        | Axidus              |
| Twente Enschede  | Jan Schutrups    | René Hake                | Chinedu Ede      | Sondico      | Pure Energie        |
| FC Utrecht       | Wilco van Schaik | Erik ten Hag             | Willem Janssen   | Hummel       | Zorg van de zaak    |
| Vitesse Arnhem   | Kees Bakker      | Henk Fraser              | Guram Kashia     | Macron       | Truphone            |
| Willem Tilburg   | Paul Gerritse    | Erwin van de Looi        | Jordens Peters   | Robey        | Tricorp             |

### Edzőcserék
| Csapat          | Távozó edző        | Ok                       | Dátum             | Érkező                | Dátum             |
| --------------- | ------------------ | ------------------------ | ----------------- | --------------------- | ----------------- |
| ADO Den Haag    | Henk Fraser        | Rossz teljesítmény miatt | 2016. július 1.   | Željko Petrović       | 2016. július 1.   |
| AFC Ajax        | Frank de Boer      | Rossz teljesítmény miatt | 2016. július 1.   | Peter Bosz            | 2016. július 1.   |
| Excelsior       | Alfons Groenendijk | Rossz teljesítmény miatt | 2016. július 1.   | Mitchell van der Gaag | 2016. július 1.   |
| FC Groningen    | Erwin van de Looi  | Lejárt a szerződése      | 2016. július 1.   | Ernest Faber          | 2016. július 1.   |
| SC Heerenveen   | Foppe de Haan      | Átmeneti időszak vége    | 2016. július 1.   | Jurgen Streppel       | 2016. július 1.   |
| NEC Nijmegen    | Ernest Faber       | Rossz teljesítmény miatt | 2016. július 1.   | Peter Hyballa         | 2016. július 1.   |
| Roda Kerkrade   | Darije Kalezić     | Rossz teljesítmény miatt | 2016. július 1.   | Yannis Anastasiou     | 2016. július 1.   |
| Vitesse Arnhem  | Rob Maas           | Lejárt a szerződése      | 2016. július 1.   | Henk Fraser           | 2016. július 1.   |
| Willem Tilburg  | Jurgen Streppel    | Rossz teljesítmény miatt | 2016. július 1.   | Erwin van de Looi     | 2016. július 1.   |
| ADO Den Haag    | Željko Petrović    | Rossz teljesítmény miatt | 2017. február 7.  | Alfons Groenendijk    | 2017. február 8.  |
| Go Ahead Eagles | Hans de Koning     | Rossz teljesítmény miatt | 2017. március 22. | Robert Maaskant       | 2017. március 25. |
| NEC Nijmegen    | Peter Hyballa      | Rossz teljesítmény miatt | 2017. április 24. | Ron de Groot          | 2017. április 25. |
| Roda Kerkrade   | Yannis Anastasiou  | Rossz teljesítmény miatt | 2017. május 23.   | Huub Stevens          | 2017. május 23.   |

## Tabella végeredménye
| #   | Csapat              | M  | GY | D  | V  | G+ – G– | GK  | P  | Megjegyzések                      |
| --- | ------------------- | -- | -- | -- | -- | ------- | --- | -- | --------------------------------- |
| 1.  | Feyenoord           | 34 | 26 | 4  | 4  | 86–25   | +61 | 82 | Bajnokok Ligája – csoportkör      |
| 2.  | AFC Ajax            | 34 | 25 | 6  | 3  | 79–23   | +56 | 81 | Bajnokok Ligája – 3. selejtezőkör |
| 3.  | PSV Eindhoven CV    | 34 | 22 | 10 | 2  | 68–23   | +45 | 76 | Európa-liga – rájátszás           |
| 4.  | FC Utrecht          | 34 | 18 | 8  | 8  | 54–38   | +16 | 62 | Európa-liga - play off            |
| 5.  | Vitesse Arnhem KGY  | 34 | 15 | 6  | 13 | 51–40   | +11 | 51 | Európa-liga – csoportkör          |
| 6.  | AZ Alkmaar          | 34 | 12 | 13 | 9  | 56–52   | +4  | 49 | Európa-liga - play off            |
| 7.  | Twente Enschede     | 34 | 12 | 9  | 13 | 48–50   | −2  | 45 |                                   |
| 8.  | FC Groningen        | 34 | 10 | 13 | 11 | 55–51   | +4  | 43 | Európa-liga - play off            |
| 9.  | SC Heerenveen       | 34 | 12 | 7  | 15 | 54–53   | +1  | 43 | Európa-liga - play off            |
| 10. | Heracles Almelo     | 34 | 12 | 7  | 15 | 53–55   | −2  | 43 |                                   |
| 11. | ADO Den Haag        | 34 | 11 | 5  | 18 | 37–59   | −22 | 38 |                                   |
| 12. | Excelsior Rotterdam | 34 | 9  | 10 | 15 | 43–60   | −17 | 37 |                                   |
| 13. | Willem Tilburg      | 34 | 9  | 9  | 16 | 29–44   | −15 | 36 |                                   |
| 14. | PEC Zwolle          | 34 | 9  | 8  | 17 | 39–67   | −28 | 35 |                                   |
| 15. | Sparta Rotterdam Ú  | 34 | 9  | 7  | 18 | 42–61   | −19 | 34 |                                   |
| 16. | NEC Nijmegen        | 34 | 9  | 7  | 18 | 32–59   | −27 | 34 | Osztályozó                        |
| 17. | Roda Kerkrade       | 34 | 7  | 12 | 15 | 26–51   | −25 | 33 | Osztályozó                        |
| 18. | Go Ahead Eagles Ú   | 34 | 6  | 5  | 23 | 32–73   | −41 | 23 | Eerste Divisie                    |

Forrás: Az Eredivisie hivatalos oldala (hollandul) 
A rangsorolás alapszabályai: 1. összpontszám, 2. egymás elleni eredmények összpontszáma, 3. gólkülönbség, 4. szerzett gólok száma.
(B): Bajnokcsapat, (K): Kieső csapat, (F): Feljutó csapat, (I): Kupainduló, (R): A rájátszás győztese, (KGY): Kupagyőztes

| A 2016 / 2017-es szezon bajnoka |
| ------------------------------- |
| Feyenoord 15. cím               |

## Tabellák
| Poz. | CSAPAT           | MSZ | GY | D | V  | PTK | L.G. | K.G. | GK. |
| ---- | ---------------- | --- | -- | - | -- | --- | ---- | ---- | --- |
| 1.   | Feyenoord        | 17  | 15 | 2 | 0  | 47  | 56   | 11   | +45 |
| 2.   | AFC Ajax         | 17  | 14 | 2 | 1  | 44  | 48   | 12   | +36 |
| 3.   | PSV Eindhoven    | 17  | 13 | 3 | 1  | 42  | 35   | 9    | +26 |
| 4.   | FC Utrecht       | 17  | 10 | 3 | 4  | 33  | 28   | 17   | +11 |
| 5.   | Vitesse          | 17  | 9  | 2 | 6  | 29  | 31   | 21   | +10 |
| 6.   | SC Heerenveen    | 17  | 8  | 5 | 4  | 29  | 26   | 16   | +10 |
| 7.   | FC Twente        | 17  | 8  | 4 | 5  | 28  | 28   | 22   | +6  |
| 8.   | Heracles Almelo  | 17  | 8  | 3 | 6  | 27  | 32   | 21   | +11 |
| 9.   | AZ Alkmaar       | 17  | 5  | 9 | 3  | 24  | 31   | 25   | +6  |
| 10.  | ADO Den Haag     | 17  | 7  | 3 | 7  | 24  | 22   | 21   | +1  |
| 11.  | Excelsior        | 17  | 6  | 5 | 6  | 23  | 27   | 25   | +2  |
| 12.  | FC Groningen     | 17  | 5  | 8 | 4  | 23  | 25   | 24   | +1  |
| 13.  | Roda Kerkrade    | 17  | 6  | 5 | 6  | 23  | 17   | 18   | -1  |
| 14.  | Sparta Rotterdam | 17  | 6  | 4 | 7  | 22  | 24   | 24   | 0   |
| 15.  | NEC Nijmegen     | 17  | 6  | 4 | 7  | 22  | 21   | 26   | -5  |
| 16.  | Willem II        | 17  | 5  | 5 | 7  | 20  | 17   | 22   | -5  |
| 17.  | PEC Zwolle       | 17  | 5  | 5 | 7  | 20  | 19   | 28   | -9  |
| 18.  | Go Ahead Eagles  | 17  | 4  | 1 | 12 | 13  | 20   | 35   | -15 |

| Poz. | CSAPAT           | MSZ | GY | D | V  | PTK | L.G. | K.G. | GK. |
| ---- | ---------------- | --- | -- | - | -- | --- | ---- | ---- | --- |
| 1.   | AFC Ajax         | 17  | 11 | 4 | 2  | 37  | 31   | 11   | +20 |
| 2.   | Feyenoord        | 17  | 11 | 2 | 4  | 35  | 30   | 14   | +16 |
| 3.   | PSV Eindhoven    | 17  | 9  | 7 | 1  | 34  | 33   | 14   | +19 |
| 4.   | FC Utrecht       | 17  | 8  | 5 | 4  | 29  | 26   | 21   | +5  |
| 5.   | AZ Alkmaar       | 17  | 7  | 4 | 6  | 25  | 25   | 27   | -2  |
| 6.   | Vitesse          | 17  | 6  | 4 | 7  | 22  | 20   | 19   | +1  |
| 7.   | FC Groningen     | 17  | 5  | 5 | 7  | 20  | 30   | 27   | +2  |
| 8.   | FC Twente        | 17  | 4  | 5 | 8  | 17  | 20   | 28   | -8  |
| 9.   | Heracles Almelo  | 17  | 4  | 4 | 9  | 16  | 21   | 34   | -13 |
| 10.  | Willem II        | 17  | 4  | 4 | 9  | 16  | 12   | 22   | -10 |
| 11.  | PEC Zwolle       | 17  | 4  | 3 | 10 | 15  | 20   | 39   | -19 |
| 12.  | Excelsior        | 17  | 3  | 4 | 10 | 14  | 16   | 35   | -19 |
| 13.  | SC Heerenveen    | 17  | 4  | 2 | 11 | 14  | 28   | 37   | -9  |
| 14.  | ADO Den Haag     | 17  | 4  | 2 | 11 | 14  | 15   | 38   | -23 |
| 15.  | Sparta Rotterdam | 17  | 3  | 3 | 11 | 12  | 18   | 37   | -19 |
| 16.  | NEC Nijmegen     | 17  | 3  | 3 | 11 | 12  | 11   | 33   | -22 |
| 17.  | Roda Kerkrade    | 17  | 1  | 7 | 9  | 10  | 9    | 33   | -24 |
| 18.  | Go Ahead Eagles  | 17  | 2  | 4 | 11 | 10  | 12   | 38   | -26 |

## Eredmények
|                  | ADO | AJA | AZ  | EXC | FEY | GAE | GRO | HEE | HER | NEC | PEC | PSV | ROD | SPA | TWE | UTR | VIT | WIL |
| ---------------- | --- | --- | --- | --- | --- | --- | --- | --- | --- | --- | --- | --- | --- | --- | --- | --- | --- | --- |
| ADO Den Haag     |     | 0–2 | 0–1 | 4–1 | 0–1 | 3–0 | 4–3 | 0–3 | 1–1 | 1–0 | 1–2 | 1–1 | 4–1 | 1–0 | 1–1 | 0–2 | 0–2 | 1–0 |
| AFC Ajax         | 3–0 |     | 4–1 | 1–0 | 2–1 | 4–0 | 2–0 | 5–1 | 4–1 | 5–0 | 5–1 | 1–1 | 2–2 | 2–0 | 3–0 | 3–2 | 1–0 | 1–2 |
| AZ Alkmaar       | 4–0 | 2–2 |     | 1–1 | 0–4 | 2–2 | 0–0 | 2–2 | 5–1 | 2–0 | 1–1 | 2–4 | 1–1 | 1–1 | 2–1 | 2–3 | 2–2 | 2–0 |
| SBV Excelsior    | 1–2 | 1–1 | 3–3 |     | 3–0 | 1–1 | 2–0 | 4–1 | 3–1 | 2–2 | 0–2 | 1–3 | 0–1 | 3–2 | 1–1 | 1–3 | 1–0 | 0–2 |
| Feyenoord        | 3–1 | 1–1 | 5–2 | 4–1 |     | 8–0 | 2–0 | 2–2 | 3–1 | 4–0 | 3–0 | 2–1 | 5–0 | 6–1 | 2–0 | 2–0 | 3–1 | 1–0 |
| Go Ahead Eagles  | 3–1 | 0–3 | 1–3 | 3–0 | 1–0 |     | 2–3 | 1–3 | 1–4 | 2–2 | 1–3 | 1–3 | 2–0 | 1–3 | 0–2 | 0–1 | 1–3 | 0–1 |
| FC Groningen     | 2–1 | 1–1 | 2–0 | 1–1 | 0–5 | 1–1 |     | 0–3 | 0–0 | 2–0 | 5–1 | 1–1 | 2–0 | 1–1 | 3–4 | 2–3 | 1–1 | 1–1 |
| SC Heerenveen    | 2–0 | 0–1 | 1–2 | 2–1 | 1–2 | 2–2 | 0–0 |     | 3–1 | 0–2 | 1–0 | 1–1 | 3–0 | 3–0 | 3–1 | 2–2 | 1–1 | 1–0 |
| Heracles Almelo  | 4–0 | 0–2 | 1–2 | 4–0 | 0–1 | 2–1 | 1–4 | 4–1 |     | 2–0 | 3–0 | 1–2 | 2–2 | 2–2 | 1–1 | 2–1 | 0–1 | 3–1 |
| NEC Nijmegen     | 3–0 | 1–5 | 2–1 | 0–1 | 1–2 | 1–2 | 1–1 | 2–1 | 3–1 |     | 1–1 | 0–4 | 2–0 | 0–1 | 3–2 | 0–3 | 1–1 | 0–0 |
| PEC Zwolle       | 2–1 | 1–3 | 0–2 | 1–1 | 2–2 | 3–1 | 0–4 | 2–1 | 1–2 | 2–0 |     | 0–4 | 0–0 | 0–3 | 1-2 | 1–1 | 3–1 | 0–0 |
| PSV Eindhoven    | 3–1 | 1–0 | 1–0 | 2–0 | 0–1 | 1–0 | 0–0 | 4–3 | 1–1 | 3–1 | 4–1 |     | 4–0 | 1–0 | 1–1 | 3–0 | 1–0 | 5–0 |
| Roda Kerkrade    | 1–1 | 0–2 | 1–1 | 4–0 | 0–2 | 1–0 | 3–1 | 0–3 | 1–1 | 0–1 | 2–1 | 0–0 |     | 3–1 | 0–3 | 0–0 | 0–1 | 1–0 |
| Sparta Rotterdam | 0–1 | 1–3 | 1–1 | 2–3 | 1–0 | 1–0 | 2–2 | 3–1 | 3–1 | 2–0 | 2–3 | 0–2 | 2–2 |     | 1–0 | 1–2 | 0–1 | 2–2 |
| FC Twente        | 4–1 | 1–0 | 1–2 | 1–2 | 0–2 | 1–2 | 3–5 | 1–0 | 1–0 | 3–0 | 2–2 | 2–2 | 0–0 | 3–1 |     | 1–1 | 2–1 | 2–1 |
| FC Utrecht       | 1–1 | 0–1 | 1–2 | 2–1 | 3–3 | 3–0 | 1–5 | 1–0 | 2–0 | 1–1 | 3–1 | 1–2 | 1–0 | 2–0 | 3–0 |     | 1–0 | 2–0 |
| Vitesse Arnhem   | 1–2 | 0–1 | 2–1 | 2–2 | 0–2 | 2–0 | 2–1 | 4–2 | 1–2 | 2–1 | 3–1 | 0–2 | 3–0 | 5–0 | 3–1 | 1–1 |     | 0–2 |
| Willem Tilburg   | 1–2 | 1–3 | 1–1 | 1–1 | 0–2 | 2–0 | 2–1 | 2–1 | 1–3 | 0–1 | 2–0 | 0–0 | 0–0 | 3–2 | 0–0 | 0–1 | 1–4 |     |

- Forrás: Az Eredivisie hivatalos oldala
- A hazai csapatok a baloldali oszlopban szerepelnek.
- Színek: Zöld = HAZAI GYŐZELEM; Sárga = DÖNTETLEN; Piros = VENDÉG GYŐZELEM

## Bajnokság fordulónkénti változása
Ebből a táblázatból az derül ki, hogy minden egyes forduló után melyik csapat hányadik helyet foglalta el.
| Klub / Fordulók  | 1            | 2  | 3  | 4  | 5  | 6  | 7  | 8  | 9  | 10 | 11 | 12 | 13 | 14 | 15 | 16 | 17 | 18 | 19 | 20 | 21 | 22 | 23 | 24 | 25 | 26 | 27 | 28 | 29 | 30 | 31 | 32 | 33 | 34 |    |
| ---------------- | ------------ | -- | -- | -- | -- | -- | -- | -- | -- | -- | -- | -- | -- | -- | -- | -- | -- | -- | -- | -- | -- | -- | -- | -- | -- | -- | -- | -- | -- | -- | -- | -- | -- | -- | -- |
| Klub / Fordulók  | ADO Den Haag | 3  | 2  | 3  | 3  | 5  | 9  | 10 | 9  | 10 | 10 | 11 | 10 | 11 | 15 | 15 | 15 | 14 | 14 | 15 | 15 | 16 | 18 | 18 | 18 | 18 | 17 | 17 | 16 | 15 | 13 | 12 | 12 | 14 | 11 |
| AFC Ajax         | 4            | 5  | 8  | 4  | 3  | 3  | 2  | 2  | 2  | 2  | 2  | 2  | 2  | 2  | 2  | 2  | 2  | 2  | 2  | 2  | 2  | 2  | 2  | 2  | 2  | 2  | 2  | 2  | 2  | 2  | 2  | 2  | 2  | 2  |    |
| AZ Alkmaar       | 7            | 13 | 10 | 6  | 4  | 4  | 5  | 5  | 5  | 6  | 5  | 5  | 5  | 4  | 5  | 5  | 5  | 5  | 5  | 5  | 7  | 4  | 5  | 5  | 5  | 6  | 5  | 6  | 6  | 6  | 6  | 5  | 5  | 6  |    |
| Excelsior        | 5            | 3  | 5  | 9  | 6  | 8  | 9  | 9  | 9  | 11 | 13 | 16 | 13 | 13 | 12 | 14 | 15 | 15 | 14 | 14 | 15 | 14 | 17 | 17 | 16 | 15 | 15 | 15 | 17 | 14 | 14 | 13 | 11 | 12 |    |
| Feyenoord        | 1            | 1  | 1  | 1  | 1  | 1  | 1  | 1  | 1  | 1  | 1  | 1  | 1  | 1  | 1  | 1  | 1  | 1  | 1  | 1  | 1  | 1  | 1  | 1  | 1  | 1  | 1  | 1  | 1  | 1  | 1  | 1  | 1  | 1  |    |
| Go Ahead Eagles  | 17           | 14 | 16 | 16 | 13 | 15 | 16 | 12 | 14 | 16 | 17 | 14 | 17 | 18 | 18 | 18 | 18 | 18 | 17 | 18 | 18 | 15 | 16 | 16 | 15 | 18 | 18 | 17 | 18 | 18 | 18 | 18 | 18 | 18 |    |
| FC Groningen     | 18           | 18 | 18 | 17 | 17 | 12 | 12 | 15 | 16 | 13 | 16 | 15 | 12 | 10 | 11 | 9  | 10 | 9  | 10 | 9  | 9  | 9  | 10 | 11 | 10 | 11 | 12 | 12 | 10 | 10 | 10 | 10 | 10 | 8  |    |
| SC Heerenveen    | 7            | 9  | 13 | 11 | 7  | 5  | 4  | 4  | 3  | 3  | 4  | 4  | 4  | 5  | 4  | 4  | 4  | 4  | 4  | 4  | 5  | 6  | 7  | 6  | 7  | 8  | 8  | 8  | 8  | 8  | 8  | 8  | 8  | 9  |    |
| Heracles Almelo  | 9            | 6  | 9  | 10 | 11 | 11 | 11 | 13 | 13 | 15 | 15 | 12 | 10 | 11 | 9  | 10 | 9  | 11 | 11 | 12 | 11 | 10 | 9  | 10 | 11 | 10 | 10 | 9  | 9  | 9  | 9  | 9  | 9  | 10 |    |
| NEC Nijmegen     | 9            | 10 | 7  | 12 | 12 | 14 | 15 | 11 | 12 | 12 | 12 | 13 | 15 | 12 | 14 | 11 | 12 | 10 | 9  | 10 | 10 | 12 | 12 | 12 | 12 | 12 | 14 | 14 | 14 | 16 | 17 | 17 | 17 | 16 |    |
| PEC Zwolle       | 9            | 15 | 17 | 18 | 18 | 18 | 18 | 17 | 18 | 14 | 10 | 11 | 14 | 16 | 16 | 16 | 16 | 16 | 16 | 16 | 13 | 13 | 13 | 13 | 13 | 13 | 11 | 11 | 12 | 12 | 13 | 14 | 13 | 14 |    |
| PSV Eindhoven    | 5            | 4  | 2  | 2  | 2  | 2  | 3  | 3  | 4  | 4  | 3  | 3  | 3  | 3  | 3  | 3  | 3  | 3  | 3  | 3  | 3  | 3  | 3  | 3  | 3  | 3  | 3  | 3  | 3  | 3  | 3  | 3  | 3  | 3  |    |
| Roda Kerkrade    | 9            | 10 | 14 | 14 | 16 | 17 | 17 | 18 | 17 | 18 | 18 | 18 | 18 | 17 | 17 | 17 | 17 | 17 | 18 | 17 | 17 | 17 | 14 | 15 | 17 | 16 | 16 | 18 | 16 | 17 | 15 | 15 | 15 | 17 |    |
| Sparta Rotterdam | 15           | 8  | 5  | 8  | 9  | 7  | 8  | 8  | 8  | 9  | 9  | 7  | 9  | 9  | 10 | 12 | 13 | 13 | 13 | 13 | 14 | 16 | 15 | 14 | 14 | 14 | 13 | 13 | 13 | 15 | 16 | 16 | 16 | 15 |    |
| FC Twente        | 13           | 16 | 11 | 7  | 10 | 10 | 6  | 7  | 7  | 5  | 6  | 6  | 6  | 6  | 6  | 7  | 7  | 8  | 8  | 8  | 8  | 8  | 6  | 8  | 6  | 7  | 6  | 7  | 7  | 7  | 7  | 7  | 7  | 7  |    |
| FC Utrecht       | 13           | 12 | 15 | 15 | 15 | 16 | 12 | 14 | 11 | 8  | 8  | 8  | 7  | 7  | 7  | 6  | 6  | 6  | 6  | 6  | 4  | 5  | 4  | 4  | 4  | 4  | 4  | 4  | 4  | 4  | 4  | 4  | 4  | 4  |    |
| Vitesse Arnhem   | 2            | 7  | 4  | 5  | 8  | 6  | 7  | 6  | 6  | 7  | 7  | 9  | 8  | 8  | 8  | 8  | 8  | 7  | 7  | 7  | 6  | 7  | 8  | 7  | 8  | 5  | 7  | 5  | 5  | 5  | 5  | 6  | 6  | 5  |    |
| Willem II        | 16           | 17 | 12 | 13 | 14 | 13 | 14 | 16 | 15 | 17 | 14 | 17 | 16 | 14 | 13 | 13 | 11 | 12 | 12 | 11 | 12 | 11 | 11 | 9  | 9  | 9  | 9  | 10 | 11 | 11 | 11 | 11 | 12 | 13 |    |

## Alapszakaszbeli sorozatok
Ez a táblázat azt mutatja meg, hogy az idei bajnokság alapszakaszában melyik csapat, milyen hosszú győzelmi-döntetlen-vereség sorozatokat produkált
| Klub / Fordulók  | 1            | 2  | 3  | 4  | 5  | 6  | 7  | 8  | 9  | 10 | 11 | 12 | 13 | 14 | 15 | 16 | 17 | 18 | 19 | 20 | 21 | 22 | 23 | 24 | 25 | 26 | 27 | 28 | 29 | 30 | 31 | 32 | 33 | 34 |    |
| ---------------- | ------------ | -- | -- | -- | -- | -- | -- | -- | -- | -- | -- | -- | -- | -- | -- | -- | -- | -- | -- | -- | -- | -- | -- | -- | -- | -- | -- | -- | -- | -- | -- | -- | -- | -- | -- |
| Klub / Fordulók  | ADO Den Haag | GY | GY | GY | D  | V  | V  | V  | V  | V  | D  | V  | GY | V  | V  | V  | V  | GY | V  | V  | V  | V  | V  | V  | D  | D  | GY | V  | GY | GY | GY | D  | GY | V  | GY |
| AFC Ajax         | GY           | D  | V  | GY | GY | GY | GY | GY | GY | D  | GY | D  | GY | GY | GY | V  | D  | GY | GY | GY | GY | GY | GY | GY | D  | GY | D  | GY | GY | GY | GY | V  | GY | GY |    |
| AZ Alkmaar       | D            | V  | GY | GY | GY | GY | D  | D  | D  | V  | GY | D  | D  | GY | D  | V  | GY | GY | D  | V  | V  | GY | D  | D  | D  | V  | GY | D  | V  | D  | GY | GY | V  | V  |    |
| Excelsior        | GY           | GY | V  | V  | GY | D  | V  | V  | V  | V  | V  | V  | GY | D  | D  | V  | D  | V  | D  | V  | D  | D  | V  | V  | D  | GY | D  | D  | V  | GY | GY | GY | GY | V  |    |
| Feyenoord        | GY           | GY | GY | GY | GY | GY | GY | GY | GY | D  | D  | V  | GY | D  | GY | GY | GY | GY | GY | GY | GY | GY | GY | GY | V  | GY | GY | V  | GY | D  | GY | GY | V  | GY |    |
| Go Ahead Eagles  | V            | D  | V  | V  | GY | V  | D  | GY | V  | V  | V  | GY | V  | V  | V  | V  | D  | V  | D  | V  | GY | GY | V  | V  | D  | V  | V  | GY | V  | V  | V  | V  | V  | V  |    |
| FC Groningen     | V            | V  | V  | D  | D  | GY | D  | V  | V  | GY | V  | D  | GY | GY | V  | GY | D  | GY | D  | D  | D  | V  | D  | V  | D  | V  | D  | D  | GY | V  | GY | GY | D  | GY |    |
| SC Heerenveen    | D            | D  | V  | GY | GY | GY | GY | D  | GY | GY | D  | V  | D  | V  | GY | GY | V  | GY | V  | D  | V  | V  | V  | GY | D  | V  | V  | V  | GY | V  | V  | GY | V  | V  |    |
| Heracles Almelo  | D            | GY | V  | D  | V  | V  | D  | D  | D  | V  | D  | GY | GY | V  | GY | V  | GY | V  | V  | V  | GY | D  | GY | V  | V  | GY | V  | GY | V  | GY | V  | GY | GY | V  |    |
| NEC Nijmegen     | D            | D  | GY | V  | V  | V  | D  | GY | V  | D  | D  | D  | V  | GY | V  | GY | D  | GY | GY | V  | V  | V  | V  | V  | GY | V  | V  | V  | V  | V  | V  | V  | GY | GY |    |
| PEC Zwolle       | D            | V  | V  | V  | D  | V  | V  | GY | D  | GY | GY | D  | V  | V  | V  | D  | V  | V  | GY | GY | GY | GY | V  | D  | GY | V  | GY | D  | V  | D  | V  | V  | GY | V  |    |
| PSV Eindhoven    | GY           | GY | GY | D  | GY | V  | GY | D  | D  | GY | GY | D  | D  | GY | D  | GY | D  | GY | GY | GY | GY | GY | GY | V  | GY | GY | GY | GY | D  | GY | D  | GY | D  | GY |    |
| Roda Kerkrade    | D            | D  | V  | D  | V  | V  | V  | V  | GY | D  | D  | D  | D  | D  | D  | V  | D  | V  | V  | GY | V  | D  | GY | V  | V  | GY | V  | V  | GY | D  | GY | V  | GY | V  |    |
| Sparta Rotterdam | V            | GY | GY | V  | D  | GY | V  | D  | D  | V  | D  | GY | V  | D  | V  | V  | V  | V  | D  | V  | V  | V  | D  | GY | GY | V  | GY | V  | V  | V  | V  | V  | GY | GY |    |
| FC Twente        | V            | V  | GY | GY | V  | GY | GY | D  | D  | GY | D  | D  | D  | V  | D  | GY | V  | V  | GY | GY | V  | D  | GY | D  | GY | V  | GY | V  | D  | V  | GY | V  | V  | V  |    |
| FC Utrecht       | V            | D  | V  | D  | D  | V  | GY | V  | GY | GY | D  | GY | D  | D  | GY | GY | D  | GY | V  | GY | GY | V  | GY | GY | D  | V  | GY | GY | GY | GY | V  | GY | GY | GY |    |
| Vitesse Arnhem   | GY           | V  | GY | D  | V  | GY | V  | GY | D  | D  | V  | V  | D  | D  | GY | GY | V  | GY | D  | GY | GY | V  | V  | GY | V  | GY | V  | GY | GY | GY | V  | V  | V  | GY |    |
| Willem II        | V            | V  | GY | D  | V  | D  | D  | V  | D  | V  | GY | V  | D  | GY | D  | D  | GY | V  | V  | GY | V  | GY | D  | GY | V  | GY | D  | V  | V  | V  | GY | V  | V  | V  |    |

## Gólok száma fordulónként
Ez a táblázat két dolgot mutat meg. Azt, hogy ebben szezonban a bajnokságban mennyi gól esett fordulónként és azt, hogy ezek alapján mennyi a mérkőzésenkénti gólátlag minden egyes fordulóban.
| FORDULÓK   | 1    | 2   | 3    | 4    | 5    | 6    | 7   | 8    | 9    | 10  | 11   | 12   | 13   | 14   | 15  | 16   | 17   | 18  | 19   | 20   | 21  | 22   | 23   | 24  | 25   | 26   | 27   | 28   | 29   | 30   | 31   | 32  | 33   | 34   |
| ---------- | ---- | --- | ---- | ---- | ---- | ---- | --- | ---- | ---- | --- | ---- | ---- | ---- | ---- | --- | ---- | ---- | --- | ---- | ---- | --- | ---- | ---- | --- | ---- | ---- | ---- | ---- | ---- | ---- | ---- | --- | ---- | ---- |
| ÖSSZES GÓL | 31   | 27  | 26   | 19   | 25   | 25   | 27  | 23   | 26   | 18  | 21   | 20   | 25   | 35   | 27  | 17   | 22   | 27  | 21   | 26   | 27  | 24   | 22   | 27  | 26   | 34   | 26   | 25   | 33   | 43   | 29   | 18  | 22   | 40   |
| GÓLÁTLAG   | 3,44 | 3,0 | 2,88 | 2,11 | 2,77 | 2,77 | 3,0 | 2,55 | 2,88 | 2,0 | 2,33 | 2,22 | 2,77 | 3,88 | 3,0 | 1,88 | 2,44 | 3,0 | 2,33 | 2,88 | 3,0 | 2,66 | 2,44 | 3,0 | 2,88 | 3,77 | 2,88 | 2,77 | 3,66 | 4,77 | 3,22 | 2,0 | 2,44 | 4,44 |

- Sárga szin = LEGTÖBB
- Piros szin = LEGKEVESEBB

## Nézők száma mérkőzésenként
Íme az idei szezon összes alapszakaszbeli mérkőzésére kilátogató nézők száma
|                  | ADO     | AJA     | AZ      | EXC     | FEY     | GAE     | GRO     | HEE     | HER     | NEC     | PEC     | PSV     | ROD     | SPA     | TWE     | UTR     | VIT     | WIL     | ÖSSZESEN  | ÁTLAG  |
| ---------------- | ------- | ------- | ------- | ------- | ------- | ------- | ------- | ------- | ------- | ------- | ------- | ------- | ------- | ------- | ------- | ------- | ------- | ------- | --------- | ------ |
| ADO Den Haag     |         | 13.764  | 11.023  | 13.257  | 12.822  | 10.168  | 11.348  | 10.572  | 11.016  | 10.256  | 9.130   | 13.094  | 11.740  | 12.691  | 11.615  | 8.956   | 11.343  | 10.044  | 192.839   | 11.343 |
| AFC Ajax         | 49.552  |         | 51.959  | 47.460  | 51.181  | 51.206  | 50.667  | 51.541  | 49.544  | 49.521  | 48.088  | 51.998  | 48.343  | 51.075  | 51.583  | 47.243  | 47.168  | 45.405  | 843.534   | 49.620 |
| AZ Alkmaar       | 14.126  | 16.647  |         | 13.863  | 15.555  | 13.774  | 14.828  | 14.377  | 15.738  | 13.412  | 14.787  | 16.079  | 14.160  | 15.910  | 15.427  | 14.601  | 15.415  | 13.839  | 252.538   | 14.855 |
| SBV Excelsior    | 4.123   | 4.400   | 3.670   |         | 4.500   | 3.975   | 3.200   | 4.225   | 4.462   | 3.875   | 3.640   | 4.400   | 3.544   | 4.400   | 4.275   | 4.247   | 4.165   | 4.075   | 69.176    | 4.069  |
| Feyenoord        | 47.500  | 47.500  | 47.500  | 47.500  |         | 47.500  | 47.500  | 47.500  | 47.500  | 47.500  | 47.500  | 47.500  | 47.500  | 47.500  | 47.500  | 47.500  | 47.500  | 47.500  | 807.500   | 47.500 |
| Go Ahead Eagles  | 9.647   | 9.756   | 9.518   | 9.122   | 9.781   |         | 9.383   | 9.187   | 9.116   | 9.123   | 9.752   | 9.752   | 9.213   | 7.891   | 9.733   | 9.645   | 9.412   | 9.397   | 159.428   | 9.378  |
| FC Groningen     | 17.818  | 22.312  | 19.894  | 17.844  | 19.762  | 19.442  |         | 21.155  | 18.272  | 18.069  | 21.666  | 20.791  | 19.179  | 17.845  | 18.051  | 21.458  | 18.810  | 19.959  | 332.327   | 19.549 |
| SC Heerenveen    | 20.400  | 25.800  | 21.250  | 21.600  | 25.800  | 21.450  | 21.750  |         | 21.300  | 22.850  | 20.080  | 23.650  | 22.100  | 20.800  | 20.850  | 20.850  | 24.465  | 22.113  | 377.108   | 22.183 |
| Heracles Almelo  | 11.733  | 12.032  | 11.198  | 10.322  | 11.307  | 11.853  | 10.513  | 10.912  |         | 10.783  | 11.102  | 11.245  | 10.457  | 11.337  | 12.052  | 10.829  | 10.711  | 10.475  | 188.861   | 11.109 |
| NEC Nijmegen     | 11.200  | 12.500  | 11.500  | 12.300  | 11.610  | 11.600  | 10.750  | 9.500   | 11.700  |         | 10.900  | 11.600  | 11.533  | 11.207  | 11.092  | 11.680  | 12.100  | 10.800  | 193.572   | 11.387 |
| PEC Zwolle       | 12.400  | 13.250  | 12.900  | 13.140  | 13.250  | 13.200  | 13.000  | 13.250  | 13.250  | 13.200  |         | 12.700  | 12.600  | 12.800  | 12.800  | 12.600  | 13.000  | 12.200  | 219.540   | 12.914 |
| PSV Eindhoven    | 32.700  | 35.000  | 34.000  | 33.000  | 35.000  | 33.000  | 33.000  | 33.900  | 33.000  | 33.500  | 33.800  |         | 34.000  | 33.800  | 33.500  | 33.400  | 33.900  | 34.800  | 573.300   | 33.724 |
| Roda Kerkrade    | 16.178  | 17.112  | 14.259  | 11.858  | 14.475  | 13.029  | 12.870  | 12.407  | 13.006  | 11.915  | 12.074  | 14.017  |         | 15.028  | 13.221  | 13.254  | 13.030  | 17.839  | 235.572   | 13.857 |
| Sparta Rotterdam | 10.606  | 10.599  | 10.261  | 10.606  | 10.500  | 9.614   | 9.778   | 10.432  | 9.712   | 10.032  | 10.131  | 10.606  | 10.100  |         | 10.101  | 10.510  | 10.353  | 10.500  | 174.441   | 10.261 |
| Twente Enschede  | 24.100  | 27.800  | 24.500  | 25.100  | 27.000  | 26.500  | 26.200  | 25.100  | 28.600  | 25.100  | 24.900  | 25.300  | 24.400  | 23.700  |         | 25.100  | 22.900  | 25.900  | 432.200   | 25.424 |
| FC Utrecht       | 17.712  | 21.009  | 15.570  | 18.648  | 19.233  | 17.433  | 15.217  | 18.078  | 17.429  | 16.911  | 18.349  | 16.329  | 18.876  | 19.077  | 22.231  |         | 20.686  | 17.906  | 310.694   | 18.276 |
| Vitesse Arnhem   | 11.615  | 20.016  | 14.183  | 14.328  | 21.000  | 14.170  | 15.055  | 21.128  | 13.743  | 16.654  | 14.173  | 18.452  | 19.876  | 13.852  | 15.194  | 12.105  |         | 14.879  | 270.423   | 15.907 |
| Willem Tilburg   | 12.800  | 14.500  | 11.650  | 11.000  | 13.000  | 13.100  | 12.700  | 11.450  | 12.800  | 12.400  | 13.500  | 13.650  | 11.200  | 12.300  | 11.450  | 11.410  | 12.250  |         | 211.160   | 12.421 |
| ÖSSZESEN         | 324.210 | 323.997 | 324.835 | 330.948 | 315.776 | 331.014 | 317.759 | 324.714 | 330.188 | 325.101 | 323.572 | 321.163 | 328.821 | 331.213 | 320.675 | 315.388 | 327.208 | 327.631 | 5.844.213 | 19.099 |

- Sárga szin = legtöbb néző
- Piros szin = legkevesebb néző

### Az idény 5 legtöbb nézőt vonzó csapata
Ebben a táblázatban azt lehet megtudni, hogy melyik öt csapat volt a legnézettebb hazai pályán.
| No. | Csapat          | Összes néző | Átlagnézőszám |
| --- | --------------- | ----------- | ------------- |
| 01. | AFC Ajax        | 843.534     | 49.620        |
| 02. | Feyenoord       | 807.500     | 47.500        |
| 03. | PSV Eindhoven   | 573.300     | 33.724        |
| 04. | Twente Enschede | 432.200     | 25.424        |
| 05. | SC Heerenveen   | 377.108     | 22.183        |

### A szezon 3 legnézettebb mérkőzése
Ebben a táblázatban pedig azt lehet megnézni, hogy az idei szezonban melyik 3 mérkőzésen volt a legtöbb néző. Ebben az évben a De Topper (Ajax vs PSV) amszterdami mérkőzésén volt a legtöbb néző. Nagy meglepetésre az Ajax és a Feyenoord közötti híres rangadó - De Klassieker - nem került fel a dobogóra.
| No. | Mérkőzés                   | Végeredmény | Dátum             | Nézők száma |
| --- | -------------------------- | ----------- | ----------------- | ----------- |
| 01. | AFC Ajax - PSV             | 0:0         | 2015. január 25.  | 51.998      |
| 02. | AFC Ajax - AZ Alkmaar      | 4:1         | 2017. április 5.  | 51.959      |
| 03. | AFC Ajax - Twente Enschede | 3:0         | 2017. március 12. | 51.583      |

## Play Off

### Osztályozók

#### 1. kör
A bentmaradásért küzdő csapatok közül az első körben 4 csapatnak kellett megküzdenie a következő körbe való bejutásért. Az első mérkőzéseket május 8-án, a visszavágókat pedig május 12-én rendezték meg.
| 1. csapat     | Össz. | 2. csapat      | 1. mérk. | 2. mérk. |
| ------------- | ----- | -------------- | -------- | -------- |
| Helmond Sport | 6-2   | Almere City FC | 4-2      | 2-0      |
| RKC Waalwijk  | 2-5   | FC Emmen       | 1-5      | 1-0      |

#### 2. kör
A második körben a mérkőzéseket május 18-án és május 21-én rendezték meg.
| 1. csapat      | Össz. | 2. csapat     | 1. mérk. | 2. mérk. |
| -------------- | ----- | ------------- | -------- | -------- |
| Helmond Sport  | 1-2   | Roda Kerkrade | 0-1      | 1-1      |
| MVV Maastricht | 3-2   | SC Cambuur    | 1-1      | 2-1      |
| FC Emmen       | 1-4   | NEC Nijmegen  | 1-3      | 0-1      |
| FC Volendam    | 2-4   | NAC Breda     | 2-2      | 0-2      |

#### 3. kör
A harmadik körben dőlt el, hogy az osztályozós csapatok közül jövőre kik szerepelhetnek majd az Eredivisieben.
Az első mérkőzések május 25-én, a visszavágók pedig május 28-án voltak. Végül a Roda Kerkrade csapatának sikerült bentmaradnia a NAC Breda-nak pedig ismét visszakerülnie az Eredivisie-be.
| 1. csapat      | Össz. | 2. csapat     | 1. mérk. | 2. mérk. |
| -------------- | ----- | ------------- | -------- | -------- |
| MVV Maastricht | 0-1   | Roda Kerkrade | 0-0      | 0-1      |
| NAC Breda      | 5-1   | NEC Nijmegen  | 1-0      | 4-1      |

### Európa Liga

#### Elődöntő
Az Európa-ligába való bejutásért küzdő csapatok a play-off elődöntőjének első mérkőzéseit május 17-én, a visszavágókat pedig május 20-án rendezték meg.
| 1. csapat     | Össz. | 2. csapat  | 1. mérk. | 2. mérk. |
| ------------- | ----- | ---------- | -------- | -------- |
| SC Heerenveen | 2-5   | FC Utrecht | 1-3      | 1-2      |
| FC Groningen  | 2-8   | AZ Alkmaar | 1-4      | 1-4      |

#### Döntő
Az Európa-Liga 2017/2018-as szezonjába való bejutás döntőjének első mérkőzését május 25-én, a visszavágót pedig május 28-án rendezték meg. Végül büntetőkkel az FC Utrecht csapata győzött és ők képviselhetik hazájukat a következő Európa Ligában.
| 1. csapat  | Össz. | 2. csapat  | 1. mérk. | 2. mérk.              |
| ---------- | ----- | ---------- | -------- | --------------------- |
| FC Utrecht | 3-3   | AZ Alkmaar | 0-3      | 3-0 (4-3 büntetőkkel) |

## Az európai kupákban induló csapatok eredményei
Ebben a táblázatban azon holland csapatok szerepelnek akik az idei szezonban a 2 európai kupa valamelyikében - vagy mindkettőben - képviselték hazájukat és azt, hogy milyen eredményt értek benne el. A csapatnév melletti zárójelben pedig az előző szezonban elért eredmény látható ami által a kupákban indulhattak.
A szezonban az AFC Ajax jutott el a legtovább. Az Európa Liga idei szezonjában egészen a döntőig jutottak, ahol végül vereséget szenvedtek. Így 15 év után ismét döntőbe került egy holland klubcsapat.
A zöld színnel írt eredmény csupán a selejtezőt jelöli.
| No. | Csapat                                | Bajnokok Ligája 2016/17 | Európa Liga 2016/17 |
| --- | ------------------------------------- | ----------------------- | ------------------- |
| 01. | PSV Eindhoven (bajnok)                | csoportkör              | -                   |
| 02. | Ajax Amsterdam (2. hely)              | Rájátszás               | Döntő               |
| 03. | AZ Alkmaar (4. hely)                  | -                       | 16-os döntő         |
| 04. | Feyenoord (kupagyőztes)               | -                       | csoportkör          |
| 05. | Heracles Almelo (EL Play-off győztes) | -                       | 3. selejtezőkör     |

## A TV-közvetítési jogokból kapott pénz
Az Eredivisie 2016-2017-es szezonjában összesen 69 millió eurót osztottak szét a csapatok között. A legtöbbet most is az AFC Ajax csapata kapta.
Az itt látható lista nem a szezon végeredménye alapján, hanem a kapott összeg alapján van összeállítva.
| No.      | Csapat neve      | Teljes összeg százaléka | Kapott összeg (euró) |
| -------- | ---------------- | ----------------------- | -------------------- |
| 01.      | AFC Ajax         | 12,95%                  | 8 935 500            |
| 02.      | PSV Eindhoven    | 11,65%                  | 8 038 500            |
| 03.      | Feyenoord        | 10,35%                  | 7 141 500            |
| 04.      | AZ Alkmaar       | 9,05%                   | 6 244 500            |
| 05.      | Twente Enschede  | 8%                      | 5 520 000            |
| 06.      | FC Groningen     | 6,95%                   | 4 795 500            |
| 07.      | SC Heerenveen    | 5,9%                    | 4 071 000            |
| 08.      | Vitesse Arnhem   | 4,85%                   | 3 346 500            |
| 09.      | FC Utrecht       | 4,05%                   | 2 794 500            |
| 10.      | Heracles Almelo  | 3,7%                    | 2 553 000            |
| 11.      | ADO Den Haag     | 3,45%                   | 2 380 500            |
| 12.      | PEC Zwolle       | 3,2%                    | 2 208 000            |
| 13.      | NEC Nijmegen     | 3%                      | 2 070 000            |
| 14.      | Roda Kerkrade    | 2,8%                    | 1 932 000            |
| 15.      | Willem Tilburg   | 2,6%                    | 1 794 000            |
| 16.      | Excelsior        | 2,55%                   | 1 759 500            |
| 17.      | Go Ahead Eagles  | 2,5%                    | 1 725 000            |
| 18.      | Sparta Rotterdam | 2,45%                   | 1 690 500            |
| ÖSSZESEN | ÖSSZESEN         | 100%                    | 69 000 000           |

## Egyéni díjazottak
- Év játékosaː  Karim El Ahmadi (Feyenoord)
- Rinus Michels - díj (Év Edzője):  Peter Bosz (AFC Ajax)
- Johan Cruijff - díj (Év Tehetsége):  Kasper Dolberg (AFC Ajax)
- Tonny van Leeuwen-kupa (Legkevesebb gólt kapó kapus):  André Onana (AFC Ajax)

## Statisztika és rekordok

### Góllövőlista
Íme az idei szezon alapszakaszának legeredményesebb játékosai:
| No. | JÁTÉKOS NEVE          | CSAPAT          | GÓLOK SZÁMA | MÉRKŐZÉSEK | GÓLÁTLAG |
| --- | --------------------- | --------------- | ----------- | ---------- | -------- |
| 01. | Nicolai Jörgensen     | Feyenoord       | 21          | 32         | 0,66     |
| 02. | Ricky van Wolfswinkel | Vitesse Arnhem  | 20          | 32         | 0,63     |
| 03. | Samuel Armenteros     | Heracles Almelo | 19          | 29         | 0,66     |
| -   | Rezá Gucsannezsád     | SC Heerenveen   | 19          | 34         | 0,56     |
| 05. | Enes Ünal             | Twente Enschede | 18          | 32         | 0,56     |
| 06. | Mimoun Mahi           | FC Groningen    | 17          | 32         | 0,53     |
| 07. | Kasper Dolberg        | AFC Ajax        | 16          | 29         | 0,55     |
| 08. | Davy Klaassen         | AFC Ajax        | 14          | 33         | 0,42     |
| -   | Jens Toornstra        | Feyenoord       | 14          | 34         | 0,41     |
| 10. | Wout Weghorst         | AZ Alkmaar      | 13          | 29         | 0,45     |
| -   | Sébastien Haller      | FC Utrecht      | 13          | 32         | 0,41     |
| 12. | Dirk Kuijt            | Feyenoord       | 12          | 31         | 0,39     |

#### Egy mérkőzésen legtöbb gólt szerző játékosok
A következő táblázatban a bajnokság azon játékosai szerepelnek akik a szezonban a legtöbb gólt - legkevesebb 3-at - szerezték egy mérkőzésen. Ebben a szezonban 3 gólnál senki nem lőtt többet egy mérkőzésen.
| #  | Játékos               | Csapat         | Gólok | Dátum               | Forduló | Végeredmény                     |
| -- | --------------------- | -------------- | ----- | ------------------- | ------- | ------------------------------- |
| 1. | Eljero Elia           | Feyenoord      | 3     | 2016. augusztus 7.  | 1.      | FC Groningen - Feyenoord 0ː5    |
| 2. | Enes Ünal             | FC Twente      | 3     | 2016. augusztus 21. | 3.      | FC Groningen - Twente 3ː4       |
| 3. | Kasper Dolberg        | AFC Ajax       | 3     | 2016. november 20.  | 13.     | Ajax - NEC Nijmegen 5ː0         |
| 4. | Rezá Gucsannezsád     | SC Heerenveen  | 3     | 2017. január 22.    | 19.     | PSV - Heerenveen 4ː3            |
| 5. | Nicolai Jørgensen     | Feyenoord      | 3     | 2017. március 12.   | 26.     | Feyenoord - AZ Alkmaar 5ː2      |
| 6. | Jens Toornstra        | Feyenoord      | 3     | 2017. április 5.    | 29.     | Feyenoord - Go Ahead Eagles 8ː0 |
| 7. | Ricky van Wolfswinkel | Vitesse Arnhem | 3     | 2017. április 8.    | 30.     | Vitesse - SC Heerenveen 4ː2     |
| 8. | Dirk Kuijt            | Feyenoord      | 3     | 2017. május 14.     | 34.     | Feyenoord - Heracles 3ː1        |

### Legtöbb gólpassz
Íme az idei szezon alapszakaszának legtöbb gólpasszt adó játékosai:
| No. | JÁTÉKOS NEVE      | CSAPAT               | GÓLPASSZOK | MÉRKŐZÉSEK | ÁTLAG |
| --- | ----------------- | -------------------- | ---------- | ---------- | ----- |
| 01. | Hakím Zíjes       | AFC Ajax / FC Twente | 12         | 32         | 0,38  |
| 02. | Sam Larsson       | SC Heerenveen        | 11         | 31         | 0,35  |
| -   | Nicolai Jörgensen | Feyenoord            | 11         | 32         | 0,34  |
| 04. | Andrés Guardado   | PSV Eindhoven        | 10         | 27         | 0,37  |
| -   | Milot Rashica     | Vitesse Arnhem       | 10         | 33         | 0,3   |
| 06. | Davy Klaassen     | AFC Ajax             | 9          | 33         | 0,27  |
| -   | Jens Toornstra    | Feyenoord            | 9          | 34         | 0,26  |
| 08. | Eljero Elia       | Feyenoord            | 8          | 24         | 0,33  |
| -   | Rezá Gucsannezsád | SC Heerenveen        | 8          | 29         | 0,28  |
| 10. | Jordy Croux       | Willem Tilburg       | 7          | 29         | 0,24  |
| -   | Luuk de Jong      | PSV Eindhoven        | 7          | 32         | 0,22  |
| -   | Davy Pröpper      | PSV Eindhoven        | 7          | 34         | 0,21  |

### Kanadai ponttáblázat
Íme az idei szezon alapszakaszának kanadai ponttáblázata. A játékosok által összeszedett pontok az általuk lőtt gólok és gólpasszok összegéből jön ki:
Az azonos pontszámmal rendelkező játékosoknál a több gólt szerző játékos áll előrébb.
| No. | JÁTÉKOS NEVE          | CSAPAT               | GÓLOK | GÓLPASSZOK | PONTSZÁM |
| --- | --------------------- | -------------------- | ----- | ---------- | -------- |
| 01. | Nicolai Jörgensen     | Feyenoord            | 21    | 11         | 32       |
| 02. | Ricky van Wolfswinkel | Vitesse Arnhem       | 20    | 5          | 25       |
| 03. | Jens Toornstra        | Feyenoord            | 14    | 9          | 23       |
| -   | Davy Klaassen         | AFC Ajax             | 14    | 9          | 23       |
| 05. | Rezá Gucsannezsád     | SC Heerenveen        | 19    | 3          | 22       |
| -   | Kasper Dolberg        | AFC Ajax             | 16    | 6          | 22       |
| 07. | Enes Ünal             | Twente Enschede      | 18    | 3          | 21       |
| -   | Hakím Zíjes           | AFC Ajax / FC Twente | 9     | 12         | 21       |
| 09. | Samuel Armenteros     | Heracles Almelo      | 19    | 1          | 20       |
| -   | Mimoun Mahi           | FC Groningen         | 17    | 3          | 20       |
| -   | Sam Larsson           | SC Heerenveen        | 9     | 11         | 20       |

### Lapok
Íme a szezonban az eddigi legtöbb sárga és piros lapot kapó játékosok listája:
| SÁRGA LAPOK | SÁRGA LAPOK       | SÁRGA LAPOK           | SÁRGA LAPOK |
| No.         | Játékos neve      | Csapat                | Lapok száma |
| ----------- | ----------------- | --------------------- | ----------- |
| 01.         | Danny Holla       | PEC Zwolle            | 10          |
| 02.         | Marcel Ritzmaier  | Go Ahead Eagles / PSV | 9           |
| -           | Derrick Luckassen | AZ Alkmaar            | 9           |
| -           | Mart Dijkstra     | Sparta Rotterdam      | 9           |
| -           | Willem Janssen    | FC Utrecht            | 9           |
| 06.         | Thomas Meißner    | ADO Den Haag          | 8           |
| -           | Mateusz Klich     | Twente Enschede       | 8           |
| -           | Karim El Ahmadi   | Feyenoord             | 8           |
| -           | Sander Duits      | Go Ahead Eagles       | 8           |
| -           | Janio Bikel       | NEC Nijmegen          | 8           |
| -           | Denzel Dumfries   | Sparta Rotterdam      | 8           |
| -           | Héctor Moreno     | PSV Eindhoven         | 8           |
| 10 játékos  | 10 játékos        | 10 játékos            | 7           |
| 11 játékos  | 11 játékos        | 11 játékos            | 6           |
| 24 játékos  | 24 játékos        | 24 játékos            | 5           |
| 41 játékos  | 41 játékos        | 41 játékos            | 4           |
| 55 játékos  | 55 játékos        | 55 játékos            | 3           |
| 68 játékos  | 68 játékos        | 68 játékos            | 2           |
| 87 játékos  | 87 játékos        | 87 játékos            | 1           |

| PIROS LAPOK | PIROS LAPOK      | PIROS LAPOK     | PIROS LAPOK |
| No.         | Játékos neve     | Csapat          | Lapok száma |
| ----------- | ---------------- | --------------- | ----------- |
| 01.         | Juninho Bacuna   | FC Groningen    | 3           |
| 02.         | Danilo Pantic    | SBV Excelsior   | 2           |
| -           | Elvis Manu       | Go Ahead Eagles | 2           |
| -           | Bart Schenkeveld | PEC Zwolle      | 2           |
| -           | Samir Memisevic  | FC Groningen    | 2           |
| -           | Jerry St. Juste  | SC Heerenveen   | 2           |
| -           | Jurgen Mattheij  | Excelsior       | 2           |
| 42 játékos  | 42 játékos       | 42 játékos      | 1           |

## Érdekességek és jubileumok
- Az 1997/98-as szezon óta most fordult elő először, hogy valamelyik csapat megnyerje az első 9 fordulót. Akkor az AFC Ajax csapatának sikerült ez, ebben a szezonban pedig a Feyenoordnak sikerült mindez.
- A bajnokság utolsó fordulójában az Ajax az Eredivisie történetének eddigi legfiatalabb kezdőcsapatával lépett pályára. A kezdőcsapat átlagéletkora 20 év 139 nap volt.[8]
- A bajnokság befejeztével visszavonult a holland labdarúgás egyik legjobb játékosa, Dirk Kuijt aki idén a Feyenoordban játszott. Úgy vonult vissza, hogy ebben a szezonban sikerült megnyernie első holland bajnoki címét.